# Поддембиці (гміна)
Гміна Поддемби́це (пол. Gmina Poddębice) — місько-сільська гміна у центральній Польщі. Належить до Поддембицького повіту Лодзинського воєводства. Адміністративний центр — місто Поддембице.
Станом на 31 грудня 2011 у гміні проживало 15894 особи.

## Площа
Згідно з даними за 2007 рік площа гміни становила 224.66 км², у тому числі:
- орні землі: 69.00 %
- ліси: 23.00 %

Таким чином, площа гміни становить 25.50 % площі повіту.

## Населення
Станом на 31 грудня 2011:
| Опис     | Загалом | Загалом | Чоловіки | Чоловіки | Жінки | Жінки |
| -------- | ------- | ------- | -------- | -------- | ----- | ----- |
| одиниця  | осіб    | %       | осіб     | %        | осіб  | %     |
| все      | 15894   | 100     | 7713     | 48.53    | 8181  | 51.47 |
| міське   | 7808    | 100     | 3687     | 47.22    | 4121  | 52.78 |
| сільське | 8086    | 100     | 4026     | 49.79    | 4060  | 50.21 |

## Сусідні гміни
Гміна Поддембице межує з такими гмінами: Вартковіце, Далікув, Добра, Задзім, Лютомерськ, Пенчнев, Унеюв.